# Han Mal-sook
Han Mal-sook (ur. 27 grudnia 1931 w Seulu) – koreańska pisarka.
Jest siostrą Han Moo-sook, również pisarki. W latach 1959–1974 wykładała na uniwersytecie w Seulu, jest autorką utworów poświęconych problemom społecznym współczesnej Korei, w szczególności roli i pozycji kobiety w zmieniającym się świecie. Opublikowała zbiory opowiadań, m.in. Sinwayi tana (Kres mitu, 1957), nowelę Powódź (1959, wyd. pol. w „Literaturze na Świecie” nr 2 z 1993) oraz powieści – m.in. Na krawędzi (1983, wyd. pol. 1993), pisała także eseje i felietony dotyczące aktualnych wydarzeń społecznych. Poza tym, polskie przekłady jej opowiadań ukazały się w zbiorach Komungo (1996) i Filiżanka kawy (1997).